# Fluvoxamin
A fluvoxamin egy antidepresszáns gyógyszer. Hatásmechanizmusa a feltételezések szerint a szerotonin-újrafelvételnek az agysejtekben történő szelektív gátlásával magyarázható. A noradrenerg folyamatokkal minimális az interferencia. Receptorkötődési vizsgálatok szerint a fluvoxamin kötődési kapacitása elhanyagolható az alfa-adrenerg, béta-adrenerg, hisztaminerg, muszkarin-kolinerg, dopaminerg vagy szerotonerg receptorokon.

## Lehetséges mellékhatások
A többi, SSRI típusú szerhez hasonlóan gyakori mellékhatásai a szájszárazság, fokozott izzadás, szédülés, remegés, hasmenés vagy lágy széklet, emésztési zavarok, hányinger, émelygés, étvágytalanság, álmatlanság vagy aluszékonyság, szexuális zavarok, depressziósoknál az öngyilkossági hajlam fokozódása, továbbá érzelmi elsivárosodás. Egyes esetekben a szexuális mellékhatások fennmaradhatnak az SSRI kezelést követően is (PSSD: Post-SSRI Sexual Dysfunction).

## Fordítás
- Ez a szócikk részben vagy egészben  a   Fluvoxamine című angol Wikipédia-szócikk fordításán alapul.  Az eredeti cikk szerkesztőit annak laptörténete sorolja fel. Ez a jelzés csupán a megfogalmazás eredetét és a szerzői jogokat jelzi, nem szolgál a cikkben szereplő információk forrásmegjelöléseként.